# Прималкінське
Прималкінське (рос. Прималкинское) — село у Прохладненському районі Кабардино-Балкарії Російської Федерації.
Орган місцевого самоврядування — сільське поселення Прималкінське. Населення становить 4636 осіб.

## Історія
Згідно із законом від 27 лютого 2005 року органом місцевого самоврядування є сільське поселення Прималкінське.

## Населення
| 1926 | 1970  | 1989  | 2002  | 2010  |
| ---- | ----- | ----- | ----- | ----- |
| 652  | ↗2460 | ↗4101 | ↗4731 | ↘4636 |